# Mieczysław Centnerszwer

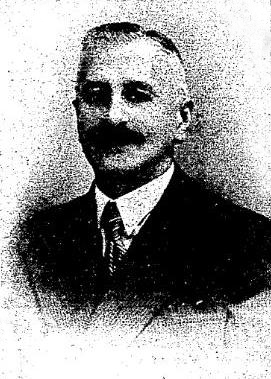
Mieczysław Centnerszwer

Mieczysław Centnerszwer (* 10. Juli 1874 in Warschau; † 27. März 1944 ebenda) war ein polnischer Chemiker und Universitätsprofessor in Riga und Warschau.

## Leben
Geboren in eine polnisch-jüdische Familie als Sohn des Verlegers Gabriel Centnerszwer (1841–1917) und Enkel des Mathematikers Jakub Centnerszwer (1798–1880), studierte Centnerszwer 1891 bis 1898 an der Universität Leipzig bei Wilhelm Ostwald und beendete sein Studium mit einem Doktorat. Seit 1898 auf Einladung von Paul Walden wurde er zum Lehrbeauftragten für Chemie und Elektrochemie an der Technischen Universität Riga berufen.
Seit 1905 lehrte er dort auch anorganische Chemie, nachdem er 1904 an der Universität Sankt Petersburg einen Magister-Abschluss erhalten hatte. 1917 wurde er zum Professor befördert. 1919 wurde er zum Professor für Chemie an der Universität Lettlands berufen, die aus dem Polytechnikum hervorging. 1928 kam er nach Warschau, wo er 1932 den Lehrstuhl für Physikochemie an der Universität Warschau übernahm. Er wurde zum Mitglied der Polnischen Akademie der Gelehrsamkeit gewählt. 1928 wurde er mit dem Offiziersorden des Ordre des Palmes Académiques ausgezeichnet.
Er führte Forschungen in den Gebieten von Chemischer Kinetik (unter anderem der thermischen Zersetzung von Karbonaten), Korrosion der Metalle, Schmelzfluß-Elektrolyse für die Gewinnung von Natrium und Calcium und Gleichgewicht in mehrphasigen Anordnungen. Mit Walden war er ein Pionier der Untersuchung nichtwässriger Lösungsmittel, als er ab 1899 Schwefeldioxid als Lösungsmittel untersuchte. Er verfasste (auch mit seinen Mitarbeitern) über 100 Abhandlungen.
Während des Studiums in Leipzig lernte Centnerszwer die Baltendeutsche Franziska Anna Beck kennen, die er am 23. September 1900 in Berlin heiratete.
Nach dem Ausbruch des Zweiten Weltkriegs ließ sich Centnerszwer formell scheiden, um seine nichtjüdische Ehefrau vor den Rassenverfolgungen zu schützen, und kam selbst ins Warschauer Ghetto.
Kurz vor dem Aufstand im Warschauer Ghetto flüchtete er und fand Zuflucht bei seiner Ehefrau außerhalb der Ghettomauern. Verraten, wahrscheinlich vom Sohn des Hausmeisters, wurde er am 27. März 1944 vor den Augen seiner Ehefrau von der Gestapo erschossen. Er wurde auf dem Powązki-Friedhof bestattet, seine 70 Jahre alte Ehefrau wurde nach Deutschland zur Zwangsarbeit verschleppt.

## Patente
- Gewinnung von Alkalimetallen und Erdalkalimetallen mittels Elektrolyse (1932)
- Galvanische Zelle bzw. Akkumulator (1935)

## Werke
In deutscher Sprache:
- Das Radium und die Radioaktivität : B. G. Teubner Verlag, Leipzig und Berlin : 1913
- Die chemische Verwandtschaft und ihre Bedeutung für die Technik : Riga : Jonck & Poliewsky, 1914
- Lösungsgeschwindigkeit des Aluminiums in alkalischen Lösungen (mit W. Wittandt) : Polska Akademia Umiejętności, Kraków : 1930
- Ebullioskopische Versuche (mit Mikołaj Łaźniewski) : Akademische Verlagsgesellschaft : 1932

Sonst:
- Cours de manipulations de chimie physique et d’électrochimie, Gauthier-Villars 1914
- Teoria Jonów (Theorie der Ionen), 1902
- Szkice z historii chemii, dziesięć wykładów popularnych (Skizzen aus der Chemiegeschichte), 1909